# Одинокая
«Одинокая» — пісня української співачки Ірини Білик, що вийшла на альбомі «Фарби» 1997 року.

## Про пісню
В серпні 1997 року Ірина Білик розпочала запис свого п'ятого студійного альбому. В серпні 1997 року в «Українській професійній студії» було записано пісню «А я пливу», а з вересня по грудень на власній студії агенції співачки «Nova Studio» записано решту пісень. Продюсером альбому став Юрій Нікітін, співпродюсерами — сама Ірина Білик та Жан Болотов, а звукорежисурою опікувався Олег Барабаш. Більшість музики та слів написала сама співачка. Касети із п'ятим альбомом Ірини Білик, що отримав назву «Фарби», надійшли у продаж 15 грудня 1997 року. Показники продажів альбому стали найвищими в країні, перевищуючи 1 млн проданих примірників.
На пісню «Одинокая», що була одним з найбільших хітів з альбому, було знято відеокліп. Режисером став Максим Паперник, з яким Ірина Білик навчалась в театральної студії. Саме співпраця з Білик принесла Папернику популярність, після чого він знімав кліпи для Софії Ротару, Наталії Могилевської, Олександра Пономарьова, Вєрки Сердючки та інших вітчизняних зірок. «Одинокая» стала ліричною баладою про нерозділену любов. У відеокліпі героїня Білик сидить біля імпровізованого ліжка, оточена іграшками, та звертається до зірочки, розповідаючи їй про власні почуття.
У 2002 році Ірина Білик видала альбом Biłyk, записаний польською мовою. Для нього було перезаписано пісню «Одинокая», як отримала назву «Nie dziś» (укр. Не сьогодні). 2021 року артистка видала нову версію пісні «Одинокая», присвятивши її своїм слухачам, які «із задоволенням співають цю пісню… на концертах».
Пісня «Одинокая» входить до числа найбільших хітів української попмузики. На сайті «Главком» було опубліковано список «Сто хітів незалежності України», до якого увійшла ця пісня з «Фарб». В редакції згадали, що «Одинокую» багато разів переспівали як сама виконавиця, так і музиканти-початківці, які брали участь в талант-шоу.